# L'uomo e la sfida
L'uomo e la sfida  (The Man and the Challenge) è una serie televisiva statunitense in 36 episodi trasmessi per la prima volta nel corso di una sola stagione dal 1959 al 1960.
È una serie d'avventura incentrata sulle vicende del dottor Glenn Barton, un ricercatore per l'Institute of Human Factors, un organismo che conduce esperimenti volti a misurare la resistenza umana, come quella in un habitat spaziale per esempio, per conto del governo degli Stati Uniti. La serie fu prodotta da Ivan Tors.

## Personaggi e interpreti
- Dottor Glenn Barton (36 episodi, 1959-1960), interpretato da George Nader.
- Lynn Allen (4 episodi, 1959-1960), interpretato da Joyce Meadows.

### Guest star
Tra le  guest star: Don Kennedy, Raymond Bailey, Morgan Jones, Coleman Francis, Jim Cody, Alan Wells, Don C. Harvey, Myron Healey, Jean Allison, Richard Jeffries, Irvin Ashkenazy, Adrienne Hayes, Pat McCaffrie, Jack Hilton, Jack Catron, Abel Franco, Neil Grant, Ann Robinson, Michael Keith, John Archer, Byron Morrow, Roberta Haynes, Fred Gabourie, Bern Bassey, Keith Vincent, Ted Knight, Christine White, Charles R, Keene, Vernon Rich, Olive Sturgess.

## Produzione
La serie, ideata da Ivan Tors, fu prodotta da ZIV Television Programs.  Le musiche furono composte da Warren Barker.

### Registi
Tra i registi sono accreditati:
- Andrew Marton in 25 episodi (1959-1960)
- Otto Lang in 3 episodi (1959)

### Sceneggiatori
Tra gli sceneggiatori sono accreditati:
- Gene Levitt in 3 episodi (1959)
- Art Arthur in 2 episodi (1959)
- Arthur Weiss in 2 episodi (1959)
- E.M. Parsons in 2 episodi (1960)

## Distribuzione
La serie fu trasmessa negli Stati Uniti dal 12 settembre 1959 all'11 giugno 1960 sulla rete televisiva NBC. In Italia è stata trasmessa con il titolo L'uomo e la sfida.
Alcune delle uscite internazionali sono state:
- negli Stati Uniti il 12 settembre 1959 (The Man and the Challenge)
- in Germania Ovest il 29 marzo 1967  (Gefährliche Experimente)
- in Finlandia (Kiehtova vaara)
- in Italia (L'uomo e la sfida)

## Episodi
| Stagione       | Episodi | Prima TV USA |
| -------------- | ------- | ------------ |
| Prima stagione | 36      | 1959-1960    |